# 電子ボルト
電子ボルト（でんしボルト、英: electron volt、記号: eV）またはエレクトロンボルトとは、エネルギーの単位のひとつである。非SI単位であるがSI併用単位となっている。ただし、計量法における法定計量単位ではない。
1 eV は、電気素量（電子1個の電荷の絶対値）をもつ荷電粒子が、真空中で1 V の電位差を抵抗なしに通過するときに得るエネルギーである。2019年のSI基本単位の再定義により、1 eV の値は正確に1.602176634×10−19 J である。

## 概要
自由空間内で電子一つが 1 V の電圧で加速されるときに得るエネルギーが1 電子ボルトである。単位記号は 1 eV である。素粒子物理学をはじめ、原子核物理学、物性物理学、高エネルギー物理学、あるいは化学、半導体工学などの分野でも幅広く使用されるエネルギーの単位である。

### 倍量・分量単位
倍量・分量単位を、SI単位と同様に、単位記号「eV」にSI接頭語を付けて表現する（SI併用単位#SI接頭語と組み合わせることができる単位）。分量単位は、meV、μeV であり、倍量単位は、keV（ケブ）、MeV（メブ）、GeV（ジェブ）（米 BeV: ベヴ）、TeV（テブ）、PeV（ペブ）、EeV、ZeV である。倍量単位の後の括弧内の表記は慣習的な発音である。「ブ」の代わりに「ヴ」と発音する場合もある。
物性物理学分野では数 meV – 数 eV（もっと大きい場合もある）の範囲の議論が多く（1 meVが約10 Kに相当する）、高エネルギー物理学の分野では数 MeV – 数 GeV（あるいはそれ以上）の範囲の議論が多い。
宇宙物理学では、超新星の爆発などにより銀河系の中からやってくる宇宙線がTeV – PeVオーダー。また、銀河系の外の未知の起源によりあらゆる方向からやってきている宇宙線は、1粒が毎秒電球1個のエネルギーという超強力なZeVオーダーという。

### エネルギー単位間の換算
eVを含むエネルギー単位間の換算表を示す。
|         | ジュール (J = kg·m2/s2) | キロワット時 (kW·h) | 電子ボルト (eV) | 重量キログラムメートル (kgf·m) | 国際蒸気表カロリー (calIT) |
| ------- | ----------------------- | ------------------- | --------------- | ------------------------------ | -------------------------- |
| 1 J     | = 1                     | ≈ 2.778×10−7        | ≈ 6.242×1018    | ≈ 1.020×10−1                   | ≈ 2.388×10−1               |
| 1 kW·h  | = 3.6×106               | = 1                 | ≈ 2.247×1025    | ≈ 3.671×105                    | ≈ 8.598×105                |
| 1 eV    | = 1.602176634×10−19     | ≈ 4.450×10−26       | = 1             | ≈ 1.634×10−20                  | ≈ 3.827×10−20              |
| 1 kgf·m | = 9.80665               | ≈ 2.724×10−6        | ≈ 6.121×1019    | = 1                            | ≈ 2.342                    |
| 1 calIT | = 4.1868                | ≈ 1.163×10−6        | ≈ 2.613×1019    | ≈ 4.269×10−1                   | = 1                        |

### 質量との換算
エネルギーと質量の単位は、互いに変換できる。これは、アルベルト・アインシュタインによる特殊相対性理論の帰結として有名な、質量とエネルギーの等価性の式「E=mc2」による（E:エネルギー、m:質量、c:真空中の光速度）。
この関係から、素粒子の質量の単位として、eVを光速度の二乗で割った「eV/c2」が使われている。発音例は「ee-vee per see-squared」「ee-vee over see-squared」など。
キログラム (kg)への換算は次のとおり。1 eV/c2 ≈ 1.782662×10−36 kg .（1eV = 1.602176634×10−19 J を光速度 c = 2.99792458×108 m/s の自乗で割って求められる。）
電子の質量は約 0.5109989500 MeV/c2、陽子の質量は約 938.2720882 MeV/c2、統一原子質量単位 1 u （ダルトンともいう）は陽子の質量に近く約 931.4941024 MeV/c2 に相当する。
※自然単位系においてeVはエネルギーそのものの次元と解釈できることに注意。

### 温度との換算
統計力学のボルツマンの公式に基づき、電子ボルト単位で表された値はボルツマン定数 kB （正確に1.380649×10−23 J/K）で割って温度（ケルビンを単位とする熱力学温度）に換算できる。
{\displaystyle {1 \over k_{\text{B}}}={1.602\,176\,634\times 10^{-19}{\text{ J/eV}} \over 1.380\,649\times 10^{-23}{\text{ J/K}}}=1.160\,451\,81\times 10^{4}{\text{ K/eV}}}
{\displaystyle {k_{\text{B}}}=8.617\,333\,3\times 10^{-5}{\text{ eV/K}}}
したがって、3/2 eV の平均運動エネルギーをもつ三次元単原子分子からなる理想気体の温度は 11604.5181 K となる。
典型的な磁場閉じ込め方式核融合炉のプラズマ温度として15 keVを例にとり、ボルツマン定数 で割ると、約170 MK（メガケルビン）（約1億7千万度）を得る。
プラズマ物理学では温度を電子ボルトで示す慣例がある。

## 主な利用場面
電子ボルトという単位は、日常生活ではあまり用いられないが、巨視的な物質や現象を素粒子1個単位から記述するには便利である。このため学問や産業の現場において、光子や電子、原子などの持つエネルギーの大きさを表す際に広く利用されている。以下、代表的な例をいくつか挙げる。
- 物質中の電子の持つエネルギーを表現する際に用いられる。たとえば外部から与えた電界によって全体の電位が 1 V 変化すると、電界中の電子の位置エネルギーがちょうど 1 eV 変化することになるため、計算上都合がよい。
  - 物質全般の価電子、自由電子などのエネルギーの表現に用いられる。
  - 半導体素子内部のバンド構造の表現に用いられる。
  - プラズマ中の電子（や原子）のエネルギーの記述に用いられる。
  - 高エネルギー物理学、放射線治療において、加速器から照射される荷電粒子のエネルギーの大きさを表すのに用いられる。

- 可視光線域での光子1個のエネルギーは数eVである（たとえば、波長620 nmの赤い光の光子1個のエネルギーは2 eV）。単位eVは、光子と電子の相互作用の取り扱いに便利である。

## 符号位置
ユニコード記号
| 記号 | Unicode | JIS X 0213 | 文字参照          | 名称                     |
| ---- | ------- | ---------- | ----------------- | ------------------------ |
| ㋎   | U+32CE  | -          | &#x32CE; &#13006; | 電子ボルト electron volt |